# Myron Wilkins
Pour les articles homonymes, voir Wilkins.
Myron Wilkins, né le 26 mars 1955 et décédé le 18 décembre 2005, est un ancien joueur américain de basket-ball. Il évolue durant sa carrière aux postes d'ailier fort et de pivot.

## Palmarès
- 3e du championnat du monde 1974